# رانيا عوينة
رانيا عوينة (مواليد 5 مايو 1994) هي لاعبة كرة قدم تونسية تلعب في مركز لاعبة وسط في صفوف نادي الشعلة السعودي ومنتخب تونس الوطني للسيدات.

## المسيرة مع الأندية
لعبت عوينة مع فرق ستراسبورغ فوبان، سانت دينيس، ثونون إفيان، ويو إس سانت مالو في فرنسا. كما انضمت لاحقًا إلى نادي إس في هورن النمساوي ونادي إف سي يو أوليمبيا كلوج الروماني.

## المسيرة الدولية
شاركت عوينة مع منتخب تونس للسيدات على المستوى الدولي في تصفيات كأس الأمم الأفريقية للسيدات لعامي 2014 و2016.

## وصلات خارجية
- رانيا عوينة  على فيسبوك.